# Cimeira de Malta

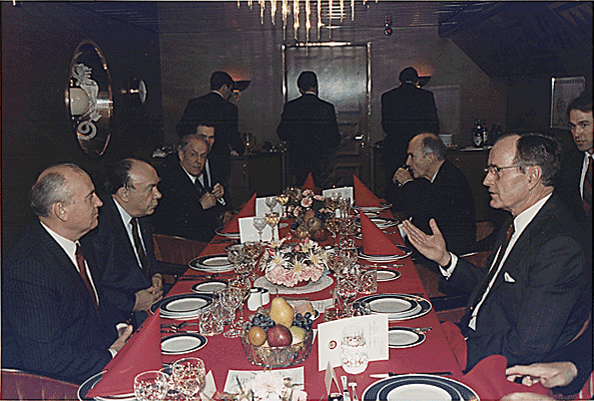
George W. Bush e Gorbachov na Cimeira de Malta, celebrada em 1989

A Cimeira de Malta compreendeu um encontro entre o presidente dos EUA, George H.W. Bush, e o líder da URSS, Mikhail Gorbachev realizado a 2 e 3 de Dezembro de 1989, poucas semanas depois da queda do Muro de Berlim, com vista a discutir os destinos da Europa que agora se iria reunificar. Foi a sua segunda reunião após uma reunião que incluiu o então presidente Ronald Reagan, em Nova York, em dezembro de 1988. Informações da imprensa na época se referem à Cimeira de Malta como a mais importante desde 1945, quando o primeiro-ministro britânico Winston Churchill, o premiê soviético Josef Stalin e o presidente dos EUA Franklin D. Roosevelt concordaram com um plano pós-guerra para a Europa em Yalta.
É um encontro entre George Bush e Gorbatchev numa última vez em que as duas superpotências tentam determinar o destino da Europa: segundo Gorbatchev, é uma tentativa de criar uma relação mais intimista entre norte-americanos e soviéticos de modo a deixar para trás todos os confrontos da Guerra Fria.
Centra-se principalmente na construção de uma política conjunta para a Europa que até então estava separada: o seu resultado consite numa Europa unificada com a presença mínima das duas superpotências de modo a continuarem envolvidas para que as instituições europeias se desenvolvessem sem distinções (Ocidental-Oriental).